# DaBaby
Jonathan Lyndale Kirk (Cleveland, Ohio, 22 de  diciembre de 1991), conocido por su nombre artístico DaBaby, es un rapero estadounidense. Después de lanzar varios mixtapes entre 2014 y 2018, firmó con Interscope Records en enero de 2019 en una empresa conjunta con el sello discográfico con sede en Carolina del Norte, South Coast Music Group. Es conocido por su sencillo  «Suge», el sencillo avance de su álbum de estudio de debut, «Baby on Baby»  (2019). «Suge» se convirtió en un éxito comercial y alcanzó el número siete en la lista Billboard Hot 100.
Junto con el éxito del sencillo, Baby on Baby estuvo  en el número 7 en la lista Billboard 200. Publicó su segundo álbum de estudio, Kirk, meses más tarde. Debutó en el número uno en la lista Billboard 200 de Estados Unidos, convirtiéndose en su primer álbum que alcanzó el tope de la lista.
Ha colaborado con diferentes estrellas de la música como con Post Malone en la canción Enemies, Dua Lipa en el remix de la canción Levitating o también con Camila Cabello en My Oh My. El 17 de abril de 2020 publicó su tercer álbum, Blame It on Baby, el cual incluye colaboraciones con Future ("Lightskin Sh!t"), Roddy Ricch ("Rockstar"), Quavo ("Pick Up"), Megan Thee Stallion ("Nasty"), YoungBoy Never Broke Again ("Jump"), A Boogie wit da Hoodie ("Drop") y Ashanti ("Nasty").

## Primeros años
Jonathan Lyndale Kirk nació el 22 de diciembre de 1991, en Cleveland, Ohio. Sin embargo, se mudó a Charlotte, Carolina del Norte en 1999, donde estuvo la mayoría de sus primeros años. Asistió y se graduó en el Vance Institute en el 2010. Asistió a la Universidad de Carolina del Norte durante dos años, pero no acabó los estudios ya que solo fue al instituto por obligación de sus padres.

## Carrera
En 2015, DaBaby, conocido como Baby Jesus en ese tiempo, empezó su carrera  musical con el lanzamiento de Nonfiction, su debut mixtape. Más tarde continuó con sus mixtape series God's  Work, Baby Talk mixtape series, Billion Dollar Baby, y Back on My Baby Jesus Sh*t.
El 2 de marzo de 2019, su álbum de estudio debut fue lanzado vía Interscope Records. También firmó con South Coast Music Group y tiene un contrato conjunto con ambas firmas. El proyecto de trece pistas cuenta con la colaboración de Offset, Rich Homie Quan, Rich the Kid y Stunna 4 Vegas. Baby on Baby debutó en el número 25 en la Billboard 200 en los EE. UU. La canción de Kirk "Suge", debutó en la Billboard Hot 100 en el número 87 en el 13 de abril de 2019, y más tarde logró la puesto 10, el 8 de junio de 2019. DaBaby apareció en la portada de la revista XXL's Freshman Class de 2019.
En agosto de 2019,  anunció  su segundo álbum Kirk, un tributo a su apellido. Este fue lanzado en septiembre, y debutó en lo más alto de la Billboard 200. Su primer sencillo, "Intro", fue también exitoso, alcanzando el  número 13 en la US Billboard Hot 100. Al mismo tiempo, DaBaby también realizó apariciones notables en singles como Post Malone's Enemies, el cual alcanzó el número 16 en la Billboard Hot 100, y en los remixes  Lizzo's "Truth Hurts", y  Lil Nas X's "Panini", presentados el  23 de agosto y el 13 de septiembre de 2019 respectivamente. El 24 de octubre, realiza un cameo en el vídeo musical para Rich Dunk "High School".
En la 62.ª edición de los Premios Grammy, DaBaby fue nominado dos veces, ambas por Suge, en las categorías de Mejor actuación de Rap y Mejor canción de Rap.

## Controversias
Kirk estuvo implicado en un incidente en Huntersville, Carolina del Norte donde un hombre de 19 años recibió un disparo en el abdomen y murió poco después. Kirk confirmó su implicación en el tiroteo y dijo "él actuó en defensa propia". Aun así, el cargo se cerró en marzo del  2019, y Kirk se declaró culpable de llevar una arma encubierta, un delito menor.

## Discografía
En su carrera musical DaBaby lanzó un total de tres (3) álbumes de estudio, trece (13) mixtapes y dos (2) EPs.

### Álbumes de estudio
- Baby on Baby (2019)[21]
- Kirk (2019)[8]
- Blame It on Baby (2020)

### Mixtapes y EPs
- NonFiction (2015)
- So Disrespectful (2015)
- The 10 Minute Mixtape (2015)
- God's Work (2016)
- God's Work Resurrected (2016)
- Baby Talk (2017)
- Baby Talk 2 (2017)
- Billion Dollar Baby (2017)
- Baby Talk 3 (2017)
- Back On My Baby Jesus Shit (2017)
- Baby Talk 4 (2017)
- Baby Talk 5 (2018)
- Blank Blank (2018)
- My Brother's Keeper (2020)
- Back on My Baby Jesus Sh!t Again (2021)

## Giras

### Como titular
- Baby on Baby Tour (2018)[22]
- Kirk Tour (2019)[23]

## Premios y nominaciones
| Año  | Premiación               | Categoría                                 | Nominado por           | Resultado | Ref.          |
| ---- | ------------------------ | ----------------------------------------- | ---------------------- | --------- | ------------- |
| 2019 | BET Hip Hop Awards       | Mejor Artista Nuevo de Hip Hop            | DaBaby                 | Ganador   | [ 24 ]        |
| 2019 | BET Hip Hop Awards       | Mejor Artista en                          | DaBaby                 | Nominado  | [ 24 ]        |
| 2019 | BET Hip Hop Awards       | Mejor Vídeo Hip Hop                       | «Suge»                 | Nominado  | [ 24 ]        |
| 2019 | MTV Video Music Awards   | Canción del Verano                        | «Suge»                 | Nominado  | [ 25 ]        |
| 2020 | American Music Awards    | Artista Nuevo del Año                     | DaBaby                 | Nominado  | [ 26 ] [ 27 ] |
| 2020 | American Music Awards    | Artista Masculino Favorito de Hip Hop/Rap | DaBaby                 | Nominado  | [ 26 ] [ 27 ] |
| 2020 | American Music Awards    | Colaboración del Año                      | «Rockstar»             | Nominado  | [ 26 ] [ 27 ] |
| 2020 | American Music Awards    | Canción Favorita de Hip Hop/Rap           | «Rockstar»             | Nominado  | [ 26 ] [ 27 ] |
| 2020 | BET Awards               | Álbum del Año                             | Kirk                   | Nominado  | [ 28 ]        |
| 2020 | BET Awards               | Mejor Artista Masculino Hip Hop           | DaBaby                 | Ganador   | [ 28 ]        |
| 2020 | BET Awards               | Vídeo del Año                             | «Bop»                  | Nominado  | [ 28 ]        |
| 2020 | BET Awards               | Premio del Público                        | «Bop»                  | Nominado  | [ 28 ]        |
| 2020 | BET Hip Hop Awards       | Artista Hip Hop del Año                   | DaBaby                 | Nominado  | [ 29 ]        |
| 2020 | BET Hip Hop Awards       | Mejor Artista en Vivo                     | DaBaby                 | Nominado  | [ 29 ]        |
| 2020 | BET Hip Hop Awards       | Mejor Compositor                          | DaBaby                 | Nominado  | [ 29 ]        |
| 2020 | BET Hip Hop Awards       | Álbum Hip Hop del Año                     | Kirk                   | Nominado  | [ 29 ]        |
| 2020 | BET Hip Hop Awards       | Álbum Hip Hop del Año                     | Blame It on Baby       | Nominado  | [ 29 ]        |
| 2020 | BET Hip Hop Awards       | Canción del Año                           | «Bop»                  | Nominado  | [ 29 ]        |
| 2020 | BET Hip Hop Awards       | Vídeo Hip Hop del Año                     | «Bop»                  | Nominado  | [ 29 ]        |
| 2020 | BET Hip Hop Awards       | Vídeo Hip Hop del Año                     | «Rockstar»             | Nominado  | [ 29 ]        |
| 2020 | BET Hip Hop Awards       | Canción de Impacto                        | «Rockstar»             | Nominado  | [ 29 ]        |
| 2020 | BET Hip Hop Awards       | Mejor Verso                               | «Rockstar»             | Nominado  | [ 29 ]        |
| 2020 | BET Hip Hop Awards       | Canción del Año                           | «Rockstar»             | Nominado  | [ 29 ]        |
| 2020 | BET Hip Hop Awards       | Mejor Colaboración                        | «Rockstar»             | Nominado  | [ 29 ]        |
| 2020 | BET Hip Hop Awards       | Mejor Colaboración                        | «Whats Poppin (Remix)» | Nominado  | [ 29 ]        |
| 2020 | Billboard Music Awards   | Mejor Álbum Rap                           | Kirk                   | Nominado  | [ 30 ]        |
| 2020 | Billboard Music Awards   | Mejor Artista Nuevo                       | DaBaby                 | Nominado  | [ 30 ]        |
| 2020 | Billboard Music Awards   | Mejor Artista Masculino                   | DaBaby                 | Nominado  | [ 30 ]        |
| 2020 | Billboard Music Awards   | Mejor Artista Hot 100                     | DaBaby                 | Nominado  | [ 30 ]        |
| 2020 | Billboard Music Awards   | Mejor Artista Streaming Songs             | DaBaby                 | Nominado  | [ 30 ]        |
| 2020 | Billboard Music Awards   | Mejor Artista Rap                         | DaBaby                 | Nominado  | [ 30 ]        |
| 2020 | Billboard Music Awards   | Mejor Artista Masculino Rap               | DaBaby                 | Nominado  | [ 30 ]        |
| 2020 | Grammy Awards            | Mejor Interpretación de Rap               | «Suge»                 | Nominado  | [ 31 ]        |
| 2020 | Grammy Awards            | Mejor Canción de Rap                      | «Suge»                 | Nominado  | [ 31 ]        |
| 2020 | MTV Europe Music Awards  | Mejor Canción                             | «Rockstar»             | Nominado  | [ 32 ] [ 33 ] |
| 2020 | MTV Europe Music Awards  | Mejor Colaboración                        | «Rockstar»             | Nominado  | [ 32 ] [ 33 ] |
| 2020 | MTV Europe Music Awards  | Mejor Artista Nuevo                       | DaBaby                 | Nominado  | [ 32 ] [ 33 ] |
| 2020 | MTV Europe Music Awards  | Mejor Artista Hip Hop                     | DaBaby                 | Nominado  | [ 32 ] [ 33 ] |
| 2020 | MTV Video Music Awards   | Mejor Vídeo Hip Hop                       | «Bop»                  | Nominado  | [ 34 ] [ 35 ] |
| 2020 | MTV Video Music Awards   | Mejor Coreografía                         | «Bop»                  | Nominado  | [ 34 ] [ 35 ] |
| 2020 | MTV Video Music Awards   | Artista del Año                           | DaBaby                 | Nominado  | [ 34 ] [ 35 ] |
| 2020 | MTV Video Music Awards   | Canción del Verano                        | «Rockstar»             | Nominado  | [ 34 ] [ 35 ] |
| 2020 | MTV Video Music Awards   | Mejor Cinematografía                      | «My Oh My»             | Nominado  | [ 34 ] [ 35 ] |
| 2020 | People's Choice Awards   | La Canción del 2020                       | «Rockstar»             | Nominado  | [ 36 ] [ 37 ] |
| 2020 | People's Choice Awards   | La Colaboración del 2020                  | «Rockstar»             | Nominado  | [ 36 ] [ 37 ] |
| 2020 | People's Choice Awards   | La Colaboración del 2020                  | «Whats Poppin (Remix)» | Nominado  | [ 36 ] [ 37 ] |
| 2020 | People's Choice Awards   | El Artista Masculino del 2020             | DaBaby                 | Nominado  | [ 36 ] [ 37 ] |
| 2020 | Soul Train Music Awards  | Canción Hip Hop del Año                   | «Rockstar»             | Nominado  | [ 38 ] [ 39 ] |
| 2020 | Soul Train Music Awards  | Mejor Canción Dance                       | «Levi High»            | Nominado  | [ 38 ] [ 39 ] |
| 2021 | BET Awards               | Mejor Artista Masculino Hip Hop           | DaBaby                 | Nominado  | [ 40 ] [ 41 ] |
| 2021 | BET Awards               | Álbum del Año                             | Blame It on Baby       | Nominado  | [ 40 ] [ 41 ] |
| 2021 | BET Awards               | Elección del Público                      | «Rockstar»             | Nominado  | [ 40 ] [ 41 ] |
| 2021 | BET Awards               | Mejor Colaboración                        | «Rockstar»             | Nominado  | [ 40 ] [ 41 ] |
| 2021 | BET Awards               | Mejor Colaboración                        | «Whats Poppin (Remix)» | Nominado  | [ 40 ] [ 41 ] |
| 2021 | BET Awards               | Mejor Colaboración                        | «Cry Baby»             | Nominado  | [ 40 ] [ 41 ] |
| 2021 | BET Awards               | Mejor Colaboración                        | «For the Night»        | Nominado  | [ 40 ] [ 41 ] |
| 2021 | BET Hip Hop Awards       | Mejor Artista en Vivo                     | DaBaby                 | Nominado  | [ 42 ]        |
| 2021 | Billboard Music Awards   | Mejor Artista Hot 100                     | DaBaby                 | Nominado  | [ 43 ] [ 44 ] |
| 2021 | Billboard Music Awards   | Mejor Artista Streaming Songs             | DaBaby                 | Nominado  | [ 43 ] [ 44 ] |
| 2021 | Billboard Music Awards   | Mejor Artista Rap                         | DaBaby                 | Nominado  | [ 43 ] [ 44 ] |
| 2021 | Billboard Music Awards   | Mejor Álbum Rap                           | Blame It on Baby       | Nominado  | [ 43 ] [ 44 ] |
| 2021 | Billboard Music Awards   | Mejor Canción Hot 100                     | «Rockstar»             | Nominado  | [ 43 ] [ 44 ] |
| 2021 | Billboard Music Awards   | Canción con más Streaming                 | «Rockstar»             | Ganador   | [ 43 ] [ 44 ] |
| 2021 | Billboard Music Awards   | Mejor Colaboración                        | «Rockstar»             | Nominado  | [ 43 ] [ 44 ] |
| 2021 | Billboard Music Awards   | Mejor Canción Rap                         | «Rockstar»             | Ganador   | [ 43 ] [ 44 ] |
| 2021 | Billboard Music Awards   | Canción con más Streaming                 | «Whats Poppin (Remix)» | Nominado  | [ 43 ] [ 44 ] |
| 2021 | Billboard Music Awards   | Mejor Colaboración                        | «Whats Poppin (Remix)» | Nominado  | [ 43 ] [ 44 ] |
| 2021 | Billboard Music Awards   | Mejor Canción Rap                         | «Whats Poppin (Remix)» | Nominado  | [ 43 ] [ 44 ] |
| 2021 | Grammy Awards            | Grabación del Año                         | «Rockstar»             | Nominado  | [ 31 ]        |
| 2021 | Grammy Awards            | Mejor Interpretación Melódica de Rap      | «Rockstar»             | Nominado  | [ 31 ]        |
| 2021 | Grammy Awards            | Mejor Canción Rap                         | «Rockstar»             | Nominado  | [ 31 ]        |
| 2021 | Grammy Awards            | Mejor Interpretación de Rap               | «Bop»                  | Nominado  | [ 31 ]        |
| 2021 | iHeartRadio Music Awards | Mejor Coreografía                         | «Bop»                  | Nominado  | [ 45 ] [ 46 ] |
| 2021 | iHeartRadio Music Awards | Artista Hip Hop del Año                   | DaBaby                 | Nominado  | [ 45 ] [ 46 ] |
| 2021 | iHeartRadio Music Awards | Canción del Año                           | «Rockstar»             | Nominado  | [ 45 ] [ 46 ] |
| 2021 | iHeartRadio Music Awards | Canción Hip Hop del Año                   | «Rockstar»             | Nominado  | [ 45 ] [ 46 ] |